# Districte de Sächsische Schweiz-Osterzgebirge
Sächsische Schweiz-Osterzgebirge (Català: Suïssa Saxona-Muntanyes Metal·líferes Orientals) és un districte del l'Estat Lliure de Saxònia, Alemanya. El nom prové de les serralades de la Suïssa Saxona i les Muntanyes Metal·líferes. Limita al nord amb els districtes de Meißen i Bautzen, i la ciutat de Dresden, al sud amb la República Txeca i a l'oest amb el districte de Mittelsachsen. La seva capital és la ciutat de Pirna.
Té una àrea de 1.654 km², una població a la fi de 2016 de 246.066 habitants i una densitat de població de 150 hab/km².

## Història
El districte es va establir l'agost de 2008 fusionant els antics districtes de Sächsische Schweiz i Weißeritzkreis com a part de la reforma del districte.

## Ciutats i comunitats
| Ciutats 1. Altenberg (7870) 2. Bad Gottleuba-Berggießhübel (5541) 3. Bad Schandau (3421) 4. Dippoldiswalde (14.161) 5. Dohna (6249) 6. Freital (39.558) 7. Glashütte (6657) 8. Heidenau (16.884) 9. Hohnstein (3201) 10. Königstein (Sächsische Schweiz) (2101) 11. Liebstadt (1268) 12. Neustadt in Sachsen (11.888) 13. Pirna (39.054) 14. Rabenau (4448) 15. Sebnitz, (9522) 16. Stadt Wehlen (1549) 17. Stolpen (5559) 18. Tharandt (5471) 19. Wilsdruff (14.551) | Comunitats 1. Bahretal (2149) 2. Bannewitz (11.142) 3. Dohma (1995) 4. Dorfhain (1089) 5. Dürrröhrsdorf-Dittersbach (4307) 6. Gohrisch (1760) 7. Hartmannsdorf-Reichenau (979) 8. Hermsdorf/Erzgeb. (772) 9. Klingenberg (6840) 10. Kreischa (4629) 11. Lohmen (3092) 12. Müglitztal (1910) 13. Rathen, Kurort (347) 14. Rathmannsdorf (920) 15. Reinhardtsdorf-Schöna (1298) 16. Rosenthal-Bielatal (1580) 17. Struppen (2442) |